# 24 Horas (chaîne de télévision chilienne)
Ne pas confondre avec la chaîne espagnole Canal 24 horas.
24 Horas est une chaîne de télévision nationale publique chilienne d'information en continu.

## Logotypes

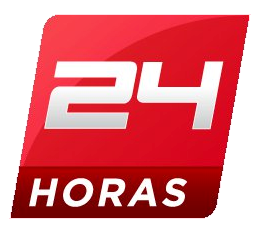
Canal 24 Horas (2011-2015).
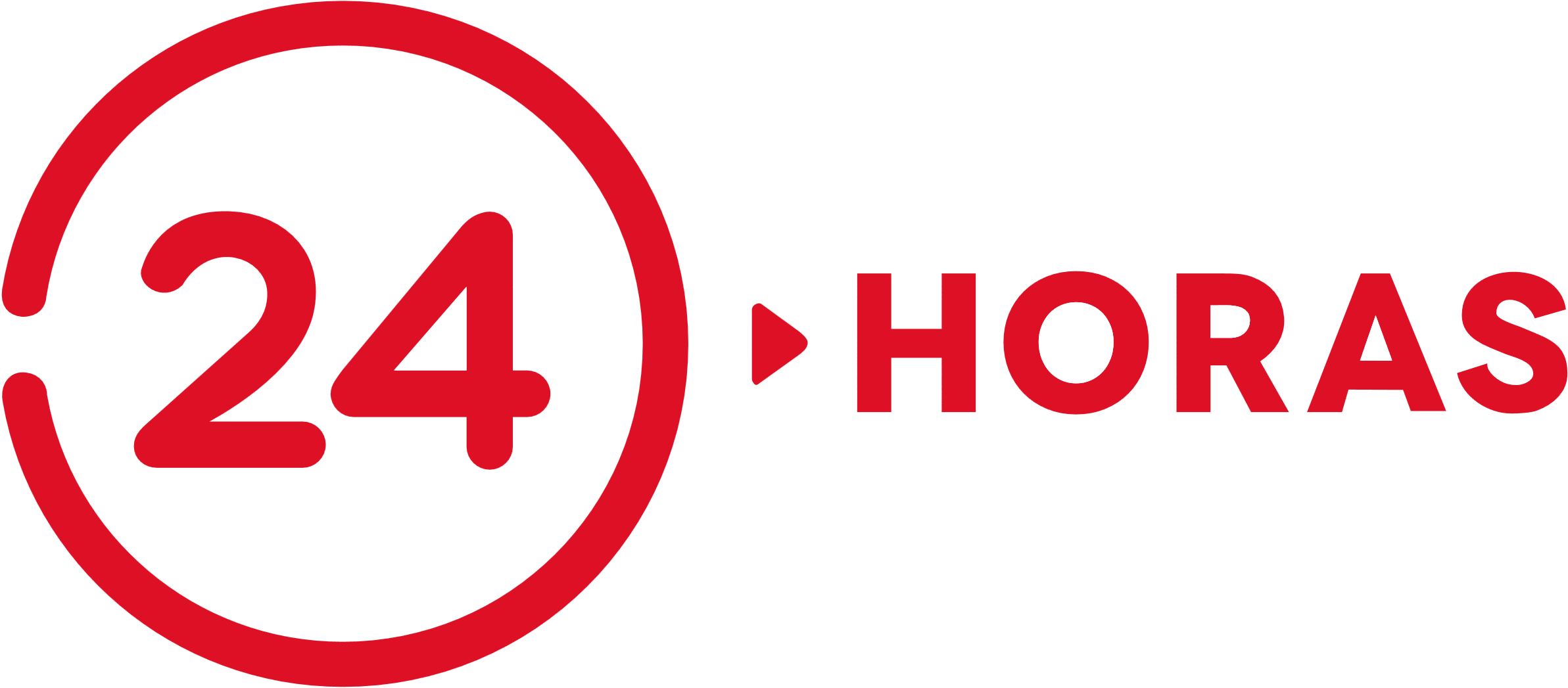
Canal 24 Horas (2015-2023).